# ТЭЦ-16
ТЭЦ-16 — теплоэлектроцентраль (тепловая электростанция), расположенная в Москве на Третьей Хорошёвской улице. Входит в состав ПАО «Мосэнерго».

## История
Строительство ТЭЦ-16 началось в 1940 году; при этом её планировалось назвать Ленинградской ТЭЦ. В 1941 году были готовы фундаменты под основные здания и различное оборудование, смонтирован металлический каркас главного корпуса, начато строительство зданий главных распределительных устройств и служебного корпуса. С началом Великой Отечественной войны строительство ТЭЦ было свёрнуто, а металлический каркас главного корпуса во время эвакуации был разобран и вывезен из Москвы. Решение о продолжении строительства было принято 7 июля 1945 года. В 1955 году станция была введена в эксплуатацию. Первым главным инженером ТЭЦ-16  был Евгений Васильевич Мосолов принимавший активное участие в организации её строительства и пуско-наладочных работах. В 1963 году, после ввода в строй последнего блока на 100 МВт, станция вышла на проектную мощность в 300 МВт.
В дальнейшем ТЭЦ-16 неоднократно модернизировалась:
- произведён перевод станции на газо-мазутное топливо, при этом было построено новое мазутное хозяйство и проведена реконструкция мазутных котлов (1972 — 1982 годы);
- проведена модернизация теплофикационного и турбинного оборудования. Внедрён 3-ступенчатый подогрев сетевой воды;
- установлены очистные сооружения и установки нейтрализации агрессивных вод;
- выполнены мероприятия по снижению выбросов в атмосферу окислов азота, при этом установлена система ступенчатого сжигания топлива;
- реконструирована береговая насосная станции и заменены два напорных водовода протяжённостью 2.5 км;
- внедрена система обработки технической воды, подаваемой в энергетические котлы. При этом применяются процессы ультрафильтрации и обратного осмоса для подготовки опреснённой воды;
- внедрены автоматизированные системы коммерческого учёта тепловой энергии, электрической энергии и газа;
- модернизировано и заменено основное и вспомогательное турбинное оборудование очередей 90 и 140 атмосфер;
- реконструировано и заменено основное и вспомогательное электротехническое оборудование.

Мероприятия по модернизации и замене оборудования позволили поднять электрическую мощность станции с 300 до 360 МВт, тепловую мощность — до 1484 Гкал/ч. Кроме этого, снизились выбросы в атмосферу вредных веществ.

## Новое строительство
Компания ОАО «ТЭК Мосэнерго» выполняет весь комплекс проектно-изыскательских работ и строительно-монтажных работ для строительства нового энергоблока ПГУ-420Т ТЭЦ-16 ОАО «Мосэнерго» и ведёт подготовку для осуществления строительства блока на условиях «под ключ».
Энергоблок будет реализован с применением современных парогазовых технологий, что обеспечит высокую эффективность выработки электрической и тепловой энергии и минимизирует негативное воздействие на окружающую среду. Энергоблок будет включать в себя одну газовую и одну паровую турбину.
Основные параметры нового энергоблока:
- Электрическая мощность — 420 МВт.
- Тепловая мощность 195 Гкал/ч.
- Суммарная электрическая мощность электростанции после реконструкции: 780 МВт.
- Суммарная тепловая мощность электростанции после реконструкции: 1484 Гкал/ч.

Пуск блока изначально планировался на декабрь 2013 года, однако был перенесён на конец 2014 года. В результате новый энергоблок пущен 24 декабря 2014 года.
В августе 2012 года начался демонтаж одной из градирен Архивная копия от 4 марта 2016 на Wayback Machine.

## Расположение и потребители

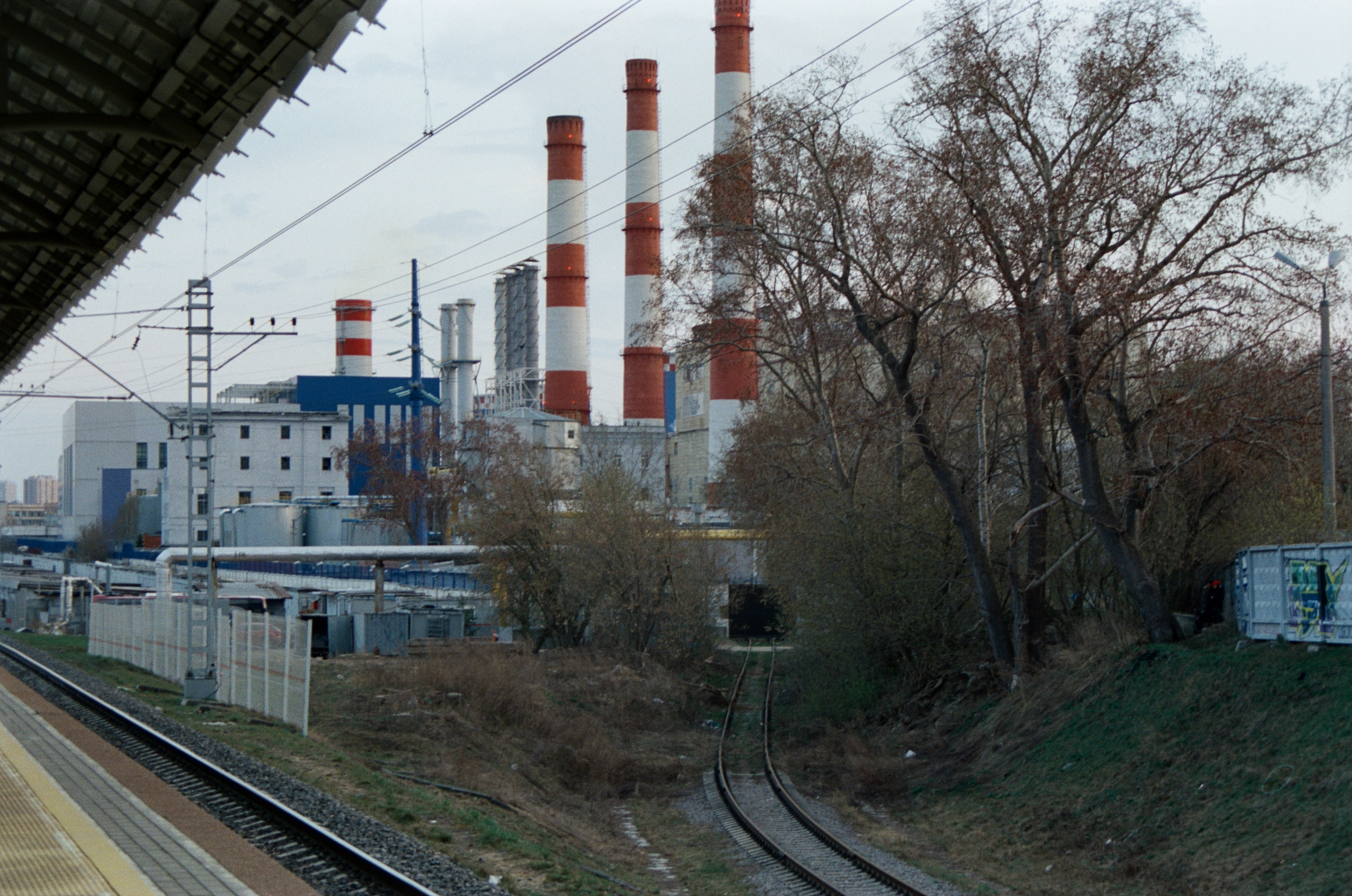
Железнодорожная ветка на ТЭЦ-16, вид со станции Зорге (2021)

Станция расположена на территории района Хорошёво-Мнёвники Северо-Западного административного округа Москвы по адресу: 123298, Москва, 3-я Хорошёвская улица, д. 14.

## Перечень основного оборудования
| Агрегат                                    | Тип                                            | Изготовитель                                          | Количество | Ввод в эксплуатацию | Основные характеристики | Основные характеристики | Источники   |
| Агрегат                                    | Тип                                            | Изготовитель                                          | Количество | Ввод в эксплуатацию | Параметр                | Значение                | Источники   |
| ------------------------------------------ | ---------------------------------------------- | ----------------------------------------------------- | ---------- | ------------------- | ----------------------- | ----------------------- | ----------- |
| Оборудование паротурбинных установок       |                                                |                                                       |            |                     |                         |                         |             |
| Паровой котёл                              | ТП-80                                          | Таганрогский котельный завод «Красный котельщик»      | 2          | 1960 г. 1961 г.     | Топливо                 | газ, мазут              | [ 5 ]       |
| Паровой котёл                              | ТП-80                                          | Таганрогский котельный завод «Красный котельщик»      | 2          | 1960 г. 1961 г.     | Производительность      | 420 т/ч                 | [ 5 ]       |
| Паровой котёл                              | ТП-80                                          | Таганрогский котельный завод «Красный котельщик»      | 2          | 1960 г. 1961 г.     | Параметры пара          | 140 кгс/см2, 560 °С     | [ 5 ]       |
| Паровой котёл                              | ТП-87                                          | Таганрогский котельный завод «Красный котельщик»      | 1          | 1963 г.             | Топливо                 | газ, мазут              | [ 5 ]       |
| Паровой котёл                              | ТП-87                                          | Таганрогский котельный завод «Красный котельщик»      | 1          | 1963 г.             | Производительность      | 420 т/ч                 | [ 5 ]       |
| Паровой котёл                              | ТП-87                                          | Таганрогский котельный завод «Красный котельщик»      | 1          | 1963 г.             | Параметры пара          | 140 кгс/см2, 560 °С     | [ 5 ]       |
| Паровая турбина                            | ПТ-60/75-130/13                                | Ленинградский металлический завод                     | 2          | 1986 г. 1992 г.     | Установленная мощность  | 60 МВт                  | [ 5 ]       |
| Паровая турбина                            | ПТ-60/75-130/13                                | Ленинградский металлический завод                     | 2          | 1986 г. 1992 г.     | Тепловая нагрузка       | 139 Гкал/ч              | [ 5 ]       |
| Паровая турбина                            | Т-116/125-130                                  | Уральский турбинный завод                             | 1          | 1994 г.             | Установленная мощность  | 110 МВт                 | [ 5 ]       |
| Паровая турбина                            | Т-116/125-130                                  | Уральский турбинный завод                             | 1          | 1994 г.             | Тепловая нагрузка       | 175 Гкал/ч              | [ 5 ]       |
| Водогрейное оборудование                   |                                                |                                                       |            |                     |                         |                         |             |
| Водогрейный котел                          | ПТВМ-100                                       | Бийский котельный завод Дорогобужский котельный завод | 4          | 1964—1968 г.        | Топливо                 | газ, мазут              | [ 5 ]       |
| Водогрейный котел                          | ПТВМ-100                                       | Бийский котельный завод Дорогобужский котельный завод | 4          | 1964—1968 г.        | Тепловая мощность       | 100 Гкал/ч              | [ 5 ]       |
| Водогрейный котел                          | ПТВМ-180                                       | Барнаульский котельный завод                          | 2          | 1977 г. 1978 г.     | Топливо                 | газ, мазут              | [ 5 ]       |
| Водогрейный котел                          | ПТВМ-180                                       | Барнаульский котельный завод                          | 2          | 1977 г. 1978 г.     | Тепловая мощность       | 180 Гкал/ч              | [ 5 ]       |
| Оборудование парогазовой установки ПГУ-420 |                                                |                                                       |            |                     |                         |                         |             |
| Газовая турбина                            | SGT5-4000F                                     | Siemens                                               | 1          | 2014 г.             | Топливо                 | газ                     | [ 5 ] [ 6 ] |
| Газовая турбина                            | SGT5-4000F                                     | Siemens                                               | 1          | 2014 г.             | Установленная мощность  | 281,4 МВт               | [ 5 ] [ 6 ] |
| Газовая турбина                            | SGT5-4000F                                     | Siemens                                               | 1          | 2014 г.             | tвыхлопа                | 579 °C                  | [ 5 ] [ 6 ] |
| Котёл-утилизатор                           | En-264/297/43-13,0/3,0/0,47-558/558/237-11,6вв | ЭМАльянс                                              | 1          | 2014 г.             | Производительность      | 264 т/ч                 | [ 5 ]       |
| Котёл-утилизатор                           | En-264/297/43-13,0/3,0/0,47-558/558/237-11,6вв | ЭМАльянс                                              | 1          | 2014 г.             | Параметры пара          | 13,0 МПа, 558 °С        | [ 5 ]       |
| Котёл-утилизатор                           | En-264/297/43-13,0/3,0/0,47-558/558/237-11,6вв | ЭМАльянс                                              | 1          | 2014 г.             | Тепловая мощность       | 0 Гкал/ч                | [ 5 ]       |
| Паровая турбина                            | SST5-5000                                      | Siemens                                               | 1          | 2014 г.             | Установленная мощность  | 139,6 МВт               | [ 5 ]       |
| Паровая турбина                            | SST5-5000                                      | Siemens                                               | 1          | 2014 г.             | Тепловая нагрузка       | 195 Гкал/ч              | [ 5 ]       |